# Пирсон, Стюарт
Джеймс Стю́арт Пи́рсон (англ. James Stuart Pearson; род. 21 июня 1949, Халл, Англия) — английский футболист. Выступал на позиции центрального нападающего.

## Клубная карьера

### «Халл Сити»
Пирсон начал карьеру в «Халл Сити», перейдя в клуб в мае 1966 года в качестве любителя, одновременно работая в местной телефонной компании. В 1968 году он подписал с «тиграми» профессиональный контракт. В качестве центрфорварда он должен был заменить легендарного Криса Чилтона, лучшего бомбардира в истории «Халл Сити». Начиная со скамейки запасных, Пирсон постепенно вытеснил Чилтона из состава, став основным нападающим клуба. Талантливым форвардом заинтересовался «Манчестер Юнайтед», который в 1974 году приобрёл Пирсона за 200 000 фунтов.

### «Манчестер Юнайтед»
«Манчестер Юнайтед» приобрёл Пирсона по окончании сезона 1973/74, после которого они вылетели во Второй дивизион. Клубу требовался нападающий, который мог приносить результат. В сезоне 1974/75 Пирсон оправдал ожидания руководства клуба и болельщиков, забив 17 мячей во Втором дивизионе, а «Юнайтед» выиграл чемпионат и вернулся в Первый дивизион. Пирсон, получивший на «Олд Траффорд» прозвище «Панчо», отмечал свои голы, поднимая над головой правую руку со сжатым кулаком. Пирсон продолжал играть за «Юнайтед» классического центрфорварда, и именно ему адресовалась большая часть передач игроков команды, от вратаря Алекса Степни, до Гордона Хилла. В 1977 году он помог «красным дьяволам» выиграть Кубок Англии, забив один из голов в финальном матче против «Ливерпуля» (матч завершился со счётом 2:1). Пирсон пропустил почти весь сезон 1978/79 из-за травмы колена, которая потребовала операции. После его возвращения в строй Томми Дохерти предложил Пирсону лишь однолетний контракт, который не устроил футболиста. В итоге Пирсон перешёл в «Вест Хэм Юнайтед» в августе 1979 года. Всего за «Манчестер Юнайтед» Пирсон провёл 180 матчей и забил 66 голов.

### «Вест Хэм Юнайтед»
Пирсон помог «молоткам» выиграть Кубок Англии 1980 года: в финальном матче против «Арсенала» именно его прострел с правого фланга замкнул Тревор Брукинг, а «Вест Хэм» одержал победу со счётом 1:0. Свой последний матч за «молотков» Пирсон провёл 2 февраля 1982 года против «Манчестер Сити», после чего покинул клуб из-за беспокоившей его травмы колена. Он больше не выступал на высоком уровне, но играл за ряд клубов в ЮАР и НАСЛ.

## Карьера в сборной
C 1976 по 1978 годы Пирсон провёл за сборную Англии 15 матчей, в которых забил 5 голов.

## Тренерская карьера
После завершения карьеры игрока Пирсон занялся тренерской работой. В сезоне 1985/86 он работал в тренерском штабе «Стокпорт Каунти», а первой половине сезона 1986/87 был главным тренером клуба «Нортвич Виктория». В 1988 году он стал ассистентом главного тренера «Вест Бромвич Альбион», а в 1991 году был временно исполняющим обязанности главного тренера клуба после отставки Брайана Талбота, руководя командой на протяжении шести матчей. В 1992 году Пирсон покинул «Альбион» и перешёл в «Брэдфорд Сити», где работал ассистентом главного тренера с 1992 по 1994 года. В последние годы он работал комментатором на «MUTV». Он проживает в Испании, но несмотря на это посещает все домашние матчи «Юнайтед» на «Олд Траффорд».

## Статистика выступлений
| Клуб              | Сезон            | Лига | Лига | Кубки | Кубки | Еврокубки | Еврокубки | Прочие | Прочие | Итого | Итого |
| Клуб              | Сезон            | Игры | Голы | Игры  | Голы  | Игры      | Голы      | Игры   | Голы   | Игры  | Голы  |
| ----------------- | ---------------- | ---- | ---- | ----- | ----- | --------- | --------- | ------ | ------ | ----- | ----- |
| Халл Сити         | 1969/70          | 1    | 0    | 0     | 0     | -         | -         | 0      | 0      | 1     | 0     |
| Халл Сити         | 1970/71          | 12   | 1    | 0     | 0     | -         | -         | 1      | 0      | 13    | 1     |
| Халл Сити         | 1971/72          | 38   | 15   | 3     | 0     | -         | -         | 0      | 0      | 41    | 15    |
| Халл Сити         | 1972/73          | 37   | 17   | 5     | 0     | -         | -         | 3      | 0      | 45    | 17    |
| Халл Сити         | 1973/74          | 41   | 11   | 6     | 1     | -         | -         | 3      | 0      | 50    | 12    |
| Халл Сити         | Итого            | 129  | 44   | 14    | 1     | 0         | 0         | 7      | 0      | 150   | 45    |
| Манчестер Юнайтед | 1974/75          | 31   | 17   | 6     | 1     | -         | -         | 0      | 0      | 37    | 18    |
| Манчестер Юнайтед | 1975/76          | 39   | 13   | 10    | 1     | 0         | 0         | 0      | 0      | 49    | 14    |
| Манчестер Юнайтед | 1976/77          | 39   | 15   | 11    | 4     | 3         | 0         | 0      | 0      | 53    | 19    |
| Манчестер Юнайтед | 1977/78          | 30   | 10   | 5     | 4     | 3         | 1         | 1      | 0      | 39    | 15    |
| Манчестер Юнайтед | 1978/79          | 0    | 0    | 2     | 0     | 0         | 0         | 0      | 0      | 2     | 0     |
| Манчестер Юнайтед | Итого            | 139  | 55   | 34    | 10    | 6         | 1         | 1      | 0      | 180   | 66    |
| Вест Хэм Юнайтед  | 1979/80          | 25   | 5    | 11    | 3     | -         | -         | 0      | 0      | 36    | 8     |
| Вест Хэм Юнайтед  | 1980/81          | 5    | 0    | 2     | 0     | 1         | 1         | 0      | 0      | 8     | 1     |
| Вест Хэм Юнайтед  | 1981/82          | 4    | 1    | 2     | 0     | 0         | 0         | 1      | 0      | 7     | 1     |
| Вест Хэм Юнайтед  | Итого            | 34   | 6    | 15    | 3     | 1         | 1         | 1      | 0      | 51    | 10    |
| Всего за карьеру  | Всего за карьеру | 302  | 105  | 63    | 14    | 7         | 2         | 9      | 0      | 381   | 121   |

## Достижения
«Манчестер Юнайтед»
- Обладатель Кубка Англии: 1977
- Обладатель Суперкубка Англии: 1977 (разделённая победа)

«Вест Хэм Юнайтед»
- Обладатель Кубка Англии: 1980